# Ckm wz. 30
La ckm wz. 30, abbreviazione della dicitura ufficiale Ciężki karabin maszynowy wzór 30 ("mitragliatrice pesante modello 1930" in polacco) è stato un clone polacco della mitragliatrice pesante statunitense Browning M1917. Prodotta in varie versioni di calibro aumentato, canna allungata e mire regolabili, era una copia migliorata senza licenza dell'arma americana e fu la mitragliatrice standard dell'Esercito polacco a partire dal 1931.

## Storia

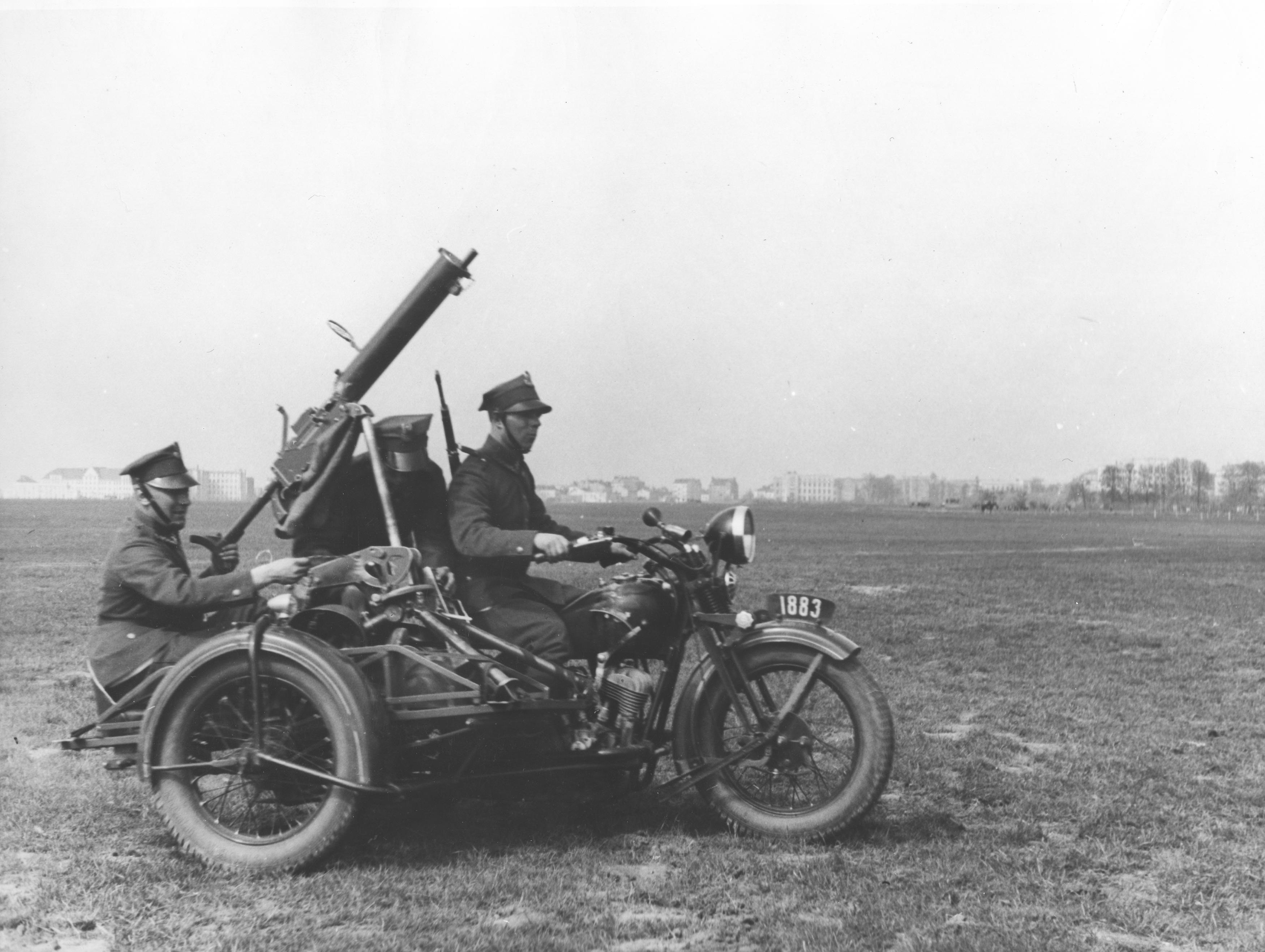
Una ckm wz. 30 montata su motocicletta Sokół 1000 dell'esercito polacco, con calcio e mire adattate per il tiro antiaereo

Dopo l'aver raggiunto l'indipendenza nel 1918, la Polonia dotò le proprie forze armate di un'ampia varietà di tipi di armi, la maggior parte lasciate dagli eserciti delle potenze occupanti. Così come nel caso di fucili e carabine, l'Esercito polacco nella guerra contro i sovietici impiegò   mitragliatrici russe PM M1910 Maxim calibro 7,62 × 54 mm R, austriache Schwarzlose MG M.07/12 calibro 8 × 50 mm R Mannlicher, tedesche MG 08 calibro 7,92 × 57 mm Mauser e francesi Hotchkiss Mle 1914. Questa eterogeneità rappresentava un incubo logistico e nei primi anni 1920 lo stato maggiore dell'Esercito polacco decise di rimpiazzare tutte le vecchio mitragliatrici con un nuovo modello, realizzato sulle specifiche polacche.
Inizialmente fu preferita la Hotchkiss francese, sperimentata durante la guerra sovietico-polacca e adattata alla munizione standard polacca 7,92 × 57 mm. Tra la fine del 1924 e l'inizio del 1925 vennero ordinate 1 250 mitragliatrici ckm wz. 25 Hotchkiss dalla Francia e il Ministero della Guerra polacco avviò i negoziati per l'acquisto della licenza di produzione in Polonia. Tuttavia, alle prime prove sul campo le nuove armi si dimostrarono ben al di sotto delle esigenze polacche e delle specifiche dichiarate dal costruttore e i negoziati vennero quindi interrotti. Dalla fine del 1927, il Ministero organizzò una competizione per una nuova mitragliatrice pesante a uso generale.
Parteciparono quattro aziende armiere con le relative proposte: la M1928 (versione modificata per l'esportazione della Browning M1917A1) dell'americana Colt, la cecoslovacca Schwarzlose-Janeček vz. 07/12/24 (versione ricamerata della Schwarzlose M.07/12), la Vickers in calibro 7,92 mm e una versione migliorata della ckm wz. 25 presentata dalla Hotchkiss. Il modello della Browning risultò vincitore di tutte le prove di valutazione, che vennero ripetute nel 1928 e vinte nuovamente dal modello americano. Il ministero decise quindi di acquistare la licenza di produzione dell'arma. Tuttavia, il prezzo richiesto era molto elevato (450 000 dollari americani) e la Colt chiedeva un ordine di 3.000 armi da realizzare nei propri stabilimenti. Nel frattempo era emerso che né la Colt né il suo rappresentante europeo, la Vickers-Armstrongs, avevano registrato il brevetto dell'arma in Polonia. Inoltre, la documentazione per la licenza di produzione del Browning wz. 1928, recentemente acquistata (attraverso la ditta belga Fabrique Nationale de Herstal, agente della Colt), risultava difettosa e le consegne tardarono, scoraggiando i polacchi dall'effettuare ulteriori ordini all'estero. Per questi motivi, il Ministero della guerra decise di ordinare lo sviluppo di una versione locale della Brownig M1917 alla Fabryka Karabinow di Varsavia.

## Modifiche
A metà degli anni 1930 i primi modelli di prove erano pronti e vennero testati su vari poligoni. A marzo 1931 vennero consegnati 200 modelli di pre-serie a unità di prima linea per ulteriori test sul campo, con la denominazione ckm wz. 30. La produzione di serie iniziò alla fine dello stesso anno. Le principali differenze tra la copia polacca e l'originale americano erano le seguenti:
1. differente calibro, adattato alla munizione d'ordinanza polacca 7,92 × 57 mm Mauser
2. mire ad anello sostituiti da mire a V
3. calcio allungato per un più agevole trasporto
4. canna allungata per migliore precisione
5. sistema di bloccaggio modificato per una sostituzione della canna più semplice
6. azione modificata per un più semplice maneggio
7. nuovo affusto con un'asta per il tiro antiaereo
8. mire e calcio adattate per il tiro antiaereo
9. spegnifiamma

Vennero sviluppati e utilizzati tre tipi di affusto a tripode. Il primo modello fu il wz. 30 per la fanteria pesava 29,3 kg, poi sostituito dal wz. 34, migliorato e alleggerito a 26,3 kg. La cavalleria utilizzava il wz. 36, più moderno e pesante soli 17 kg. Tutti e tre i tipi di affusto potevano essere utilizzati per il tiro antiaereo, montando un'asta aggiuntiva trasportata nella gamba posteriore degli affusti da fanteria o ripiegato sotto la canna e funzionante anche da freno di sparo nell'affusto da cavalleria.

## Varianti
In seguiti ai primi test, venne introdotta una serie di ulteriori modifiche. Nel 1938 il meccanismo del grilletto venne completamente sostituito con uno più affidabile e il sistema di sparo venne modificato per un più facile utilizzo e una maggiore durata dell'arma. La nuova versione venne denominata "ckm wz. 30a" e costituì la base per la versione da esportazione destinata alla Turchia, la "ckm wz. 30/39T", nel calibro d'ordinanza turco 7,65 × 53 mm Mauser. Il modello fu ordinato in 500 esemplari ma probabilmente la commessa non venne completata a causa dello scoppio della seconda guerra mondiale. Alla fine degli anni trenta Wilniewczyc e Skrzypinski progettarono delle canne sperimentali a rigatura ovale ("rigatura Lancaster"), estremamente costose da produrre ma significativamente più precise e durature.

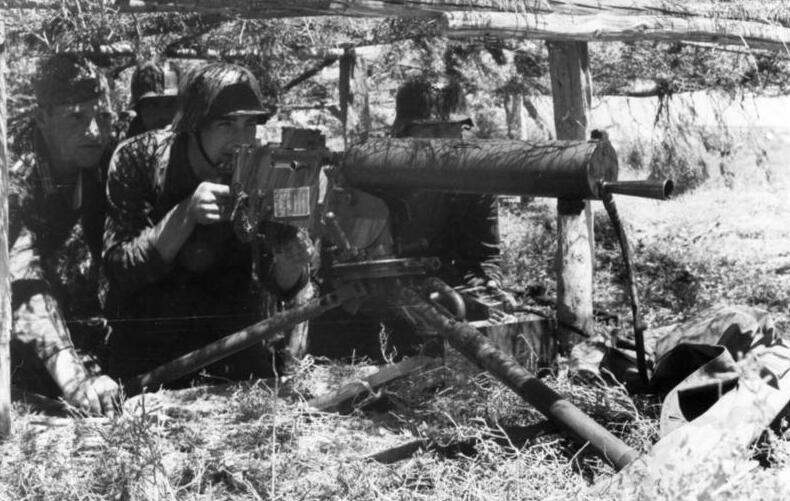
Soldati tedeschi nella Francia occupata con una ckm wz. 30

Vi furono dei tentativi di vendita ad altri paesi, quali Romania, Bulgaria, Estonia, Jugoslavia e Argentina, ma nonostante le valutazioni favorevoli la fabbrica di stato non aveva sufficienti risorse per garantire le consegne. Esemplari di preda bellica furono utilizzate dalla Spagna nazionalista e, durante la seconda guerra mondiale, dalla Romania, dalla Germania nazista, con le denominazioni "7,92 mm sMG 30(p)" o "7,92 mm sMG 249(p)" e anche da unità partigiane (soprattutto dall'Armia Krajowa), che le utilizzarono certamente durante la rivolta di Varsavia.